# Wright Whirlwind
Con il nome di Wright Whirlwind ("vortice" o "mulinello", in lingua inglese) si fa generico riferimento ad una famiglia di motori aeronautici radiali, con raffreddamento ad aria, realizzati dall'azienda statunitense Wright Aeronautical Corporation a partire dai primi anni venti.
Le origini dei Whirlwind risalgono ad un motore radiale a nove cilindri, ma più tardi la famiglia si arricchì di unità a cinque ed a sette cilindri; fu sviluppato anche un motore a quattordici cilindri (disposti su doppia fila), ma questo non diede vita a nessuna produzione commerciale.

## Storia del progetto
Il primo motore Whirlwind era diretta derivazione dal motore Lawrance J-1, di cui manteneva l'architettura radiale a nove cilindri, realizzato dalla Lawrance Aero Engine Company per la United States Navy.
Particolarmente interessata ai motori radiali raffreddati ad aria, l'U.S. Navy era però preoccupata dalle dimensioni pressoché artigianali della Lawrance e temeva che non fosse in grado di sostenere la produzione necessaria al soddisfacimento delle proprie necessità. Le autorità militari si fecero così promotrici dell'acquisizione della Lawrence da parte della Wright, avvenuta nel corso del 1923. Il motore, mantenne la denominazione J-1 e diede presto vita alla serie di motori noti come J-3, J-4, J-4A, J-4B e J-5 (quest'ultimo, nato nel 1925, fu quello di maggior successo commerciale); dal punto di vista tecnico, secondo il sistema di denominazione utilizzato dalle forze armate, la denominazione ufficiale di queste unità era Wright R-790 e tutte mantennero la dicitura "Whirlwind".
Nel 1926 la Wright si dedicò all'evoluzione del progetto originario, dando vita al J-6 Whirlwind: si trattava di un motore modificato nell'alesaggio e dotato di compressore, al fine di innalzare il valore della potenza generata. Da questa evoluzione nacquero tre diversi motori: il nove cilindri R-975, il sette cilindri R-760 ed il cinque cilindri R-540. Di questi tre motori il più noto sarebbe diventato l'R-975, utilizzato su diversi mezzi corazzati nel corso della seconda guerra mondiale.
Alla metà degli anni trenta la Wright sviluppò anche una versione a quattordici cilindri del Whirlwind: si trattava di motori a doppia stella, rispettivamente denominati R-1510 e R-1670 capaci di sviluppare 600 hp e 800 hp di potenza. Queste unità equipaggiarono alcuni prototipi di velivoli militari ma non raggiunsero mai la fase produttiva di serie.
I motori Whirlwind erano generalmente più leggeri ed affidabili dei coevi motori raffreddati a liquido di pari potenza, in particolare per l'assenza dell'impianto di raffreddamento e dei suoi accessori che aggiungevano peso al velivolo ed ai quali era necessario destinare manutenzione. Grazie a questo vantaggio i motori Whirlwind trovarono largo impiego sugli aerei dell'epoca e furono realizzati in numeri considerevoli, anche su licenza sia negli Stati Uniti (dalla Continental Motors) che all'estero (Hispano-Suiza e Shvetsov in particolare) ed il loro successo spianò la strada allo sviluppo di numerosi altri motori radiali raffreddati ad aria realizzati fino agli anni quaranta avanzati.

## Versioni
Fonte
- J-5 / R-790: radiale a nove cilindri, 220 hp (164 kW), prodotto nel periodo 1923-1928.
- J-6-5 / R-540: radiale a cinque cilindri, 165 hp (123 kW), prodotto tra il 1928 ed il 1937.
- J-6-7 / R-760: radiale a sette cilindri, 225 hp (168 kW), prodotto tra il 1928 ed il 1945.
- J-6-9 / R-975: radiale a nove cilindri, 300 hp (224 kW) la cui produzione ebbe luogo a partire dal 1928 e terminò negli anni cinquanta.
- R-1510: radiale a quattordici cilindri, 725 hp (541 kW). Realizzato nel 1933, ne vennero realizzati solo prototipi.
- R-1670: radiale a quattordici cilindri, 850 hp (634 kW). Realizzato nel 1934; anche in questo caso non andò oltre la fase di prototipo.